# Ingrakon
Ingrakon est un village de Côte d'Ivoire sur la Comoé.

## Histoire
Louis-Gustave Binger et Marcel Treich-Laplène l'atteignent le samedi 9 mars 1889. Ils y restent jusqu’à onze heures du matin avant d'en franchir les trois barrages. Binger écrit Inguérakon.